# Logistica militare
(Raimondo Montecuccoli, Della guerra col turco in Ungheria)
La  logistica militare è un ramo della logistica che tratta le attività e le dottrine organizzative intese ad assicurare alle forze armate quanto necessario per vivere, muovere e combattere nelle migliori condizioni di efficienza possibili. Essa è una delle cinque branche dell'arte militare, con arte operativa, tattica, strategia e organica.

## Storia

### Origini
Le origini della logistica possono essere fatte risalire a quando i soldati (legionari o falangiti) ebbero dallo stato le armi necessarie al combattimento e non dovettero più procurarsele a spese proprie. Questo passaggio, se da un lato permise la standardizzazione dell'armamento, dall'altro costrinse lo stato ad approvvigionarsi presso fornitori esterni.

### Medioevo
Questa pratica durò per tutta l'epoca classica, e successivamente nell'Impero bizantino, mentre nel medioevo in Europa centrale si tornò all'uso di armi di proprietà del combattente. Un'analisi delle campagne medioevali mostra che generalmente queste avevano una durata limitata (cioè erano effettuate solo nei mesi primaverili ed estivi) proprio per la mancanza di un supporto logistico ai combattenti; anche se, a partire dal XII secolo, i comuni e le signorie italiane furono in grado di organizzare, mediante l'imposizione di forniture di carri e derrate alimentari alle comunità del contado, un servizio di vettovagliamento agli eserciti discretamente efficiente.

### Età moderna
Quando, verso la fine del Medioevo, comparvero le armi da fuoco, l'onere di fornire l'armamento alle truppe tornò allo stato e, date le tecnologie più complesse necessarie per produrre la polvere da sparo, lo stato, oltre a fornire le armi, fu spinto a occuparsi delle infrastrutture, in particolare dei polverifici e delle fonderie. Un'altra conseguenza della tecnologia superiore collegata alla polvere da sparo fu la necessità che i soldati potessero esercitarsi con le armi per un periodo più lungo delle brevi campagne che avevano caratterizzato i secoli precedenti, per questo motivo i soldati (stanziati sul territorio amico) non potevano più nutrirsi tramite il saccheggio del territorio, quindi era lo stato che doveva fornire loro anche cibo e alloggio. Il primo comandante che realizzò un'organizzazione logistica completa per le sue truppe fu il Wallenstein, che, grazie soprattutto alla sua superiorità logistica, riuscì a tenere in scacco le truppe di Gustavo Adolfo. Fra l'altro il Wallenstein, sostituendo il saccheggio con le imposizioni (che gravavano più sulla borghesia ricca che sulle popolazioni più povere), riuscì a effettuare uno sfruttamento sensibilmente più razionale delle risorse locali.
Nel XVIII secolo la logistica si basò sul sistema dei depositi, per cui le marce delle truppe combattenti erano limitate dalla possibilità di rifornimento tramite i convogli che portavano materiale dai depositi all'esercito combattente. Questo periodo, definito guerre en dentelles (guerra con i merletti) in contrapposizione alle campagne napoleoniche, ebbe la caratterizzazione tattica della maggior parte delle battaglie proprio dalla necessità di copertura delle linee di rifornimento, per cui gli eserciti preferivano ritirarsi prima di essere tagliati fuori dai propri depositi.
Le campagne napoleoniche, con le loro masse di uomini , non potevano più basarsi sui deposti, quindi si tornò, con un eufemismo, a "vivere del territorio", cioè al saccheggio delle risorse del territorio su cui si svolgeva la campagna. Questo metodo logistico, ben sfruttabile in Europa centrale, portò alla disastrosa crisi logistica della campagna del 1812 - 1813, che segnò la fine della Grande Armèe, quando i francesi tentarono di applicare gli stessi metodi in Russia.
Dopo le guerre napoleoniche la logistica venne sviluppata in tutti gli eserciti, dato che i costi degli armamenti cominciarono a salire rapidamente raggiungendo valori tali che un privato non poteva permettersi un'arma da guerra individuale,  per non parlare di artiglierie o armi ancora più sofisticate. Verso la metà del XIX secolo si fece luce anche la necessità di cura dei feriti sul campo di battaglia, quindi si sviluppò anche la parte di ospedalizzazione del personale invalido (per la verità, già predisposta embrionalmente da Napoleone nelle sue campagne).

### Età contemporanea
Attualmente, allo scopo di tenere sotto controllo i costi relativi alla logistica, i sistemi militari sono progettati tenendo conto della necessità del supporto. Il progetto del sistema militare viene condotto insieme al progetto del sistema di supporto:  così facendo il sistema militare è certamente supportabile ed il costo del ciclo di vita del sistema complesso (sistema più supporto allo stesso) può essere minimizzato. Oggi, quindi, i costi dei nuovi sistemi militari sono tenuti sotto controllo ed il nuovo metodo di progettazione degli stessi, retroazionato dall'influenza del supporto, garantisce il requisito della supportabilità al costo minimo.
Amateurs talk strategy. Professionals talk logistics.
Questa citazione di Omar Bradley, generale statunitense del ‘900, esprime l’enorme importanza attribuita alla logistica nell’epoca contemporanea.

## Funzione
Nel suo senso più completo, sono quegli aspetti o operazioni militari che si occupano di:
- Progettazione, sviluppo, acquisizione, stoccaggio, distribuzione, manutenzione, evacuazione e disposizione del materiale
- Trasporto di personale
- Acquisizione o costruzione, manutenzione, esercizio e disposizione di strutture
- Acquisizione o fornitura di servizi
- Assistenza medica e sanitaria

## Scopo
Lo scopo della logistica si estrinseca lontano dal campo di battaglia (a differenza di strategia e tattica), in quanto questa branca si occupa di tutta la vita dei materiali, a partire dalla progettazione fino alla radiazione, comprendendo quindi anche il relativo acquisto ed immagazzinamento.
Per quanto riguarda il personale, la logistica si occupa del relativo benessere (quindi vitto, alloggio, ed eventuale ospitalizzazione) nonché delle necessità relative all'affluenza del personale sul campo di battaglia.